# Soltaniyeh

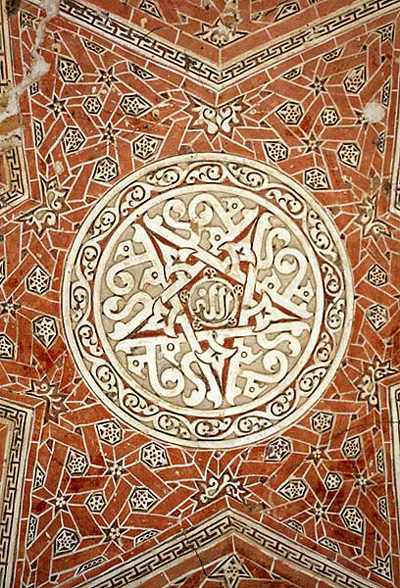
Plafond van de koepel

Soltaniyeh of Sultaniya is een dorp in Iran, gelegen in de provincie Zanjan. Het was in de veertiende eeuw de hoofdstad van het Ilkhanaat, een van de kanaaten van het Mongoolse Rijk. Aan het eind van de veertiende eeuw werd de stad door het leger van Timoer Lenk verwoest, maar één gebouw bleef overeind staan: het 'mausoleum van Oljeitu'.
In de stad werd door sultan Oljeitu Khodabandeh (ook wel Üljaitü) een enorm koepelgewelf gebouwd. Het achthoekige gebouw kreeg een koepel van vijftig meter hoog. Oorspronkelijk was het bedoeld om het lichaam van Imam Ali, de grondlegger van het sjiisme, hier te herbegraven, maar zo ver kwam het niet. Oljeitu bekeerde zich tot het soennisme en wijzigde de bestemming van de koepel tot zijn eigen mausoleum.
In 2005 werd het door UNESCO tot werelderfgoed verklaard.

## Omgeving
Even buiten het dorp ligt het Mollah Hassan Kashi-mausoleum, een mysticus uit de 14e eeuw.
Chogha Zanbil · Persepolis · Plein van de Emam · Takht-e Soleyman · Pasargadae · Bam en zijn cultuurlandschap · Soltaniyeh · Behistuninscriptie · Armeense kloosterensembles in Iran · Historisch hydraulisch systeem van Shushtar · Khānegāh en heiligdom van sjeik Safi al-Din · Bazaar van Tabriz · Perzische tuin · Vrijdagmoskee van Isfahan · Gonbad-e Qabus · Golestanpaleis · Shahr-i Sokhta · Susa · Cultuurlandschap van Meymand · Het Perzisch qanat · Dasht-e Lut · Historische stad Yazd · Archeologisch landschap van de Sassaniden in de Farsstreek · Hyrcaanse bossen · Trans-Iraanse Spoorlijn · Cultuurlandschap van Hawraman/Uramanat  · Hegmataneh